# Divinus perfectionis Magister
Divinus perfectionis Magister é uma Constituição Apostólica promulgada pelo Papa João Paulo II em 25 de janeiro de 1983, por meio da qual, juntamente com o outro documento Normae servandae in inquisitionibus ab episcopis faciendis in causis sanctorum, define o processo que deve ser seguido nas causas da canonização da Igreja Católica. O nome do documento vem das primeiras palavras do documento, que em português se traduz como: «O Divino Mestre e modelo de perfeição».

## Contexto histórico
Até o Concílio Vaticano II, o procedimento seguido pela Igreja Católica para a canonização era rigorosamente extremo. Houve praticamente dois processos durante a beatificação, o primeiro realizado pelo bispo diocesano, vale dizer, o tribunal ordinário, que agia em nome próprio. O outro estava exclusivamente nas mãos da Sé Apostólica. No processo de canonização, o ato de beatificação foi revisto e os dois milagres necessários para que um candidato fosse canonizado foram examinados. O processo foi concluído com a assinatura do Papa.
Com a renovação feita pelo conselho em todos os ambientes da Igreja, a antiga Congregação Sagrada de Ritos, encarregada de supervisionar os processos de canonização, acalma a passagem para a Congregação para o Culto Divino e a Disciplina dos Sacramentos e à Congregação para as Causas dos Santos, órgão que se dedicará desde 1969 ao controle desses processos. Para esta Congregação, foi necessário um novo regulamento, ao qual se acrescenta a Constituição Apostólica Divinus perfectionis Magister do Papa João Paulo II, promulgada em 25 de janeiro de 1983.

## Conteúdo
A Constituição Apostólica é dividida em uma introdução e três capítulos. Na introdução, o Papa João Paulo II faz uma visão histórica do processo de canonização na Igreja Católica e estabelece que as normas descritas nos três capítulos a seguir são observadas: a primeira que fala sobre o papel dos bispos diocesanos, a segunda que fala sobre as tarefas da Sagrada Congregação para as Causas dos Santos e a terceira sobre o modo de proceder das mesmas.
Em geral, o Divinus perfectionis Magister contém as novas normas necessárias para o processo de canonização. Destaca-se o fato de o Bispo diocesano confiar os elementos essenciais do processo: a investigação da vida do santo, seus escritos (sejam livros, cartas ou diários), suas virtudes e milagres e ele elabora os documentos que devem ser apresentados a Santa Sé.
A Congregação para as Causas dos Santos revisa a documentação e, se não encontra nada contrário à fé cristã no candidato e considera-o propício à canonização, remete o julgamento ao papa. Com os novos regulamentos, o abençoado está isento de um dos milagres necessários.

## Consequências
Com os novos regulamentos, o processo de canonização de um candidato morto, segundo a Igreja Católica, com reputação de santidade, é muito mais rápido que o antigo processo, o que pode ser demonstrado com o número de santos canonizados durante e após o pontificado de João. Paulo II. Estes últimos superam os santos canonizados em mais de mil e quinhentos anos de história.
O cardeal José Saraiva Martins esclareceu na apresentação de um novo documento, a instrução Sanctorum Mater, que o processo de canonização "não deve começar se não for estabelecido, através de evidências irrefutáveis, que o servo de Deus a quem a causa em questão se refere, ele aprecia a opinião de santidade ou martírio em uma parte considerável dos fiéis que se dirigem a ele em suas orações e atribuem agradecimentos e favores à sua intercessão ", portanto, ele responde a certas críticas que consideram a legislação promulgada por João Paulo II como impreciso. Saraiva esclarece, porém, que o novo documento do Sanctorum Mater, aprovado por Bento XVI, deixa claro o rigor do processo.